# Вихавайнен, Тимо
Тимо Юхани Вихавайнен (фин. Timo Vihavainen; 9 мая 1947, Сулкава, Финляндия) — финский историк, педагог, профессор кафедры исследований России Хельсинкского университета (с 2002). Доктор философии (1988). Член Финской академии наук и литературы (с 2009).

## Биография
В 1970 году окончил Хельсинкский университет, получил степень бакалавра философии. В 1972—1973 годах обучался в Московском университете. Затем работал преподавателем истории и социальных наук в школах Вантаа. С 1980 по 1998 год — ассистент в Хельсинкском университете, с 1998 по 2000 год — директор Института Финляндии в Санкт-Петербурге, в 2000—2002 годах — научный сотрудник Академии Финляндии. В 2002—2015 годах занимал пост профессора русистики.

## Научная деятельность
Специалист по СССР. Его научные интересы в области истории России и Советского Союза. Исследования Вихавайнена также коснулись и истории Финляндии — он изучал взаимоотношения Финляндии и СССР во время так называемой финляндизации, в период после Второй мировой войны, а также то, как финны и русские воспринимают друг друга. Помимо исследований, профессор Вихавайнен увлекается велосипедным спортом, парусным спортом и музыкой.
Автор ряда работ и статей по истории России и Финляндии.

## Избранная библиография
Труды на финском языке
- Vihavainen, Timo (1982). IX Neuvostoliiton skandinavistien kongressi. Helsinki: Helsingin yliopisto. ISBN 951-45-2770-4.
- Vihavainen, Timo (1983). Aleksandr Nekritšin muistelmat ja historiantutkimus Neuvostoliitossa. Helsinki: Helsingin yliopisto. ISBN 951-45-3513-8.
- Vihavainen, Timo (1988). Suomi neuvostolehdistössä 1918—1920. Helsinki: Suomen Historiallinen Seura. ISBN 951-8915-09-1.
- Vihavainen, Timo (1991). Kansakunta rähmällään : suomettumisen lyhyt historia. Helsinki: Otava. ISBN 951-1-11397-6.
- Vihavainen, Timo (1998). Stalin ja suomalaiset. Helsinki: Otava. ISBN 978-951-1-13075-8.
- Vihavainen, Timo, ed. (2003). O. W. Kuusinen ja Neuvostoliiton ideologinen kriisi vuosina 1957-64. Helsinki: Suomalaisen Kirjallisuuden Seura. ISBN 951-746-538-6.
- Vihavainen, Timo, ed. (2004). Venäjän kahdet kasvot : Venäjä-kuva suomalaisen identiteetin rakennuskivenä. Helsinki: Edita. ISBN 951-37-3954-6.
- Vihavainen, Timo, ed. (2006). Opas venäläisyyteen. Helsinki: Otava. ISBN 978-951-1-22253-8.
- Ketola, Kari; Vihavainen, Timo (2008). Venäjän historia suomalaiselle yritysjohtajalle. Helsinki: Finemor. ISBN 978-952-92-4656-4.
- Iljuha, Olga; Tsamutali, Aleksei; Vihavainen, Timo, eds. (2009). Monikasvoinen Suomi : venäläisten mielikuvia Suomesta ja suomalaisista. Helsinki: Edita. ISBN 978-951-37-5341-2.
- Vihavainen, Timo (2009). Länsimaiden tuho. Kustannusosakeyhtiö Otava. ISBN 978-951-1-23884-3.
- Vihavainen, Timo (2011). Itäraja häviää: Venäjä ja Suomen kaksi vuosisataa. Kustannusosakeyhtiö Otava. ISBN 978-951-1-24709-8.
- Vihavainen, Timo; Hamilo, Marko; Konstig, Joonas, eds. (2015). Mitä mieltä Suomessa saa olla : suvaitsevaisto vs. arvokonservatiivit. Helsinki: Minerva. ISBN 978-952-312-123-2.
- Vihavainen, Timo (2017). Barbarian paluu: Euroopan auringon laskiessa. Kustannusosakeyhtiö Otava. ISBN 978-951-1-30872-0.

Труды на русском языке
- Vihavainen, Timo (2000). Сталин и финны = Stalin ja suomalaiset / пер. с финского Н. А. Коваленко. — СПб.: Нева, 2000. — 288 с. — 500 экз. — ISBN 5-87516-179-5.
- Vihavainen, Timo, ed. (2004). Сто замечательных финнов : калейдоскоп биографий. Helsinki: Suomalaisen Kirjallisuuden Seura (общество финской литературы). ISBN 951-746-522-X.
- Vihavainen, Timo (2004). Внутренний враг. Борьба с мещанством как моральная миссия русской интеллигенции. Санкт Петербург: Издательский дом «Коло». ISBN 5-901841-11-5.
- Vihavainen, Timo, ed. (2007). Два лика России. Санкт Петербург: Европейский дом. ISBN 978-5-8015-0212-0.
- Vihavainen, Timo (2003). Советская власть — народная власть?
- Vihavainen, Timo (2010). Финляндская историография Зимней войны: лекция Архивная копия от 28 декабря 2021 на Wayback Machine. — Петрозаводск: Издательство ПетрГУ, 2010.
- Vihavainen, Timo (2012). Столетия соседства: размышления о финско-русской границе Архивная копия от 28 декабря 2021 на Wayback Machine / пер. А. И. Рупасова. — СПб.: Нестор-История, 2012. — 248 с.

Труды на английском языке
- Vihavainen, Timo (2006). Inner adversary : the struggle against philistinism as the moral mission of the Russian intelligentsia. New Academia Publishing. ISBN 978-0-9777908-2-1.

## Награды
- Орден Дружбы (10 сентября 2013 года, Россия) — за большой вклад в укрепление дружбы и сотрудничества с Российской Федерацией, развитие научных и культурных связей[1].